# The Frogs
The Frogs és un musical "adaptat lliurement" per Stephen Sondheim i Burt Shevelove de  Les granotes, una comèdia grega antiga d'Aristòfanes. Al musical, Dionís, desesperat per la qualitat dels dramaturgs vius, viatja a l'Hades per fer tornar George Bernard Shaw de la mort. William Shakespeare competeix amb Shaw pel títol de millor dramaturg, que guanya. Dionís fa tornar Shakespeare al món dels vius amb l'esperança que l'art pot salvar la civilització.
El musical es va representar originalment a la piscina del gimnàs de la Universitat Yale el 1974. Meryl Streep, Sigourney Weaver i Christopher Durang van participar en el conjunt de la producció. L'espectacle es va produir a Broadway el 2004 amb el llibret revisat per Nathan Lane i la partitura ampliada per Sondheim. També es va produir a Londres el 2017.

## Rerefons
Shevelove va escriure i dirigir per primera vegada una adaptació de Les granotesel 1941, mentre era estudiant de postgrau a la Universitat Yale. Segons Mary-Kay Gamel, "el seu concepte central de producció implicava que Charon i Dionysos remessin a través de la piscina d'exposicions del gimnàs Payne Whitney, mentre que les Granotes, interpretades per membres de l'equip de natació de Yale, nedaven al voltant del vaixell."

## Historial de producció

### Universitat Yale
The Frogs va ser representat pel Yale Repertory Theatre a la piscina de Yale, obrint-se el 20 de maig de 1974, durant 8 representacions. Direcció de Shevelove, amb coreografia de Carmen de Lavallade; Larry Blyden va interpretar a Dionysos. La peça utilitzava un cor grec: "Les obres de Sondheim se centren sovint en un conjunt de personatges, una pràctica que ha portat un crític a comparar el seu ús del cor amb el drama grec. El 1974, Sondheim es va interessar per l'escriptura contrapuntística, i la majoria de les cançons de la versió de 1974 corresponen a números corals". El musical va ser un èxit de crítica. Sondheim va comparar l'acústica de la producció amb "fer un espectacle en un urinari masculí".

### Produccions regionals i britàniques
Una producció regional es va obrir el gener de 1975, però va despertar poc interès. El 1984, el Teatre Universitari de Nova York va representar una producció de The Frogs, que va començar el 12 d'abril de 1984.
Una producció a l'Old Brentford Baths de Londres es va obrir el 24 de juliol de 1990 per a una curta tirada. El repartiment va comptar amb Richard Zajdlic com a Dionís i Bob Husson com a Xanthias, amb coreografies de Ron Howell i direcció de John Gardyne. L'octubre de 1991, la primera producció en una piscina olímpica va tenir lloc a Coventry. Va durar quatre representacions. Produït per Keith Taylor i dirigit per Keith Taylor i Clare Walters, el repartiment incloïa Anthony Cable, Verona Chard, Bernard Tagliavini i Raymond Sargent.
El 1979, Nathan Lane s'havia interessat per la peça. "Va trobar una còpia del guió a la Drama Book Shop i va quedar molt intrigat per ell". El 22 de maig de 2000, Lane, amb Davis Gaines i Brian Stokes Mitchell, va realitzar una versió concert de The Frogs a la Library of Congress de Washington, D.C.

### Revival de Broadway del 2004
Poc després d'haver actuat en l'adaptació del concert, Lane va començar a revisar i ampliar el llibre de l'espectacle en una estructura de dos actes típica dels musicals americans; el primer acte es va ampliar, el segon es va condensar. Lane va explicar el que el va atreure a expandir The Frogs: "després de l'11 de setembre... vaig començar a pensar que hi ha alguna cosa en aquesta peça ara mateix ... Hi ha alguna cosa idealista sobre la idea que algú creu que les arts poden marcar la diferència. ... Ho vaig trobar en moviment, a la llum del que està passant al món ". El nou llibre incloïa referències indirectes a George W. Bush i la guerra de l'Iraq.
Per a la nova producció, Sondheim va escriure set cançons noves, incloent-hi algunes que es van centrar en personatges individuals en lloc d'un conjunt. El Lincoln Center Theatre va produir la peça, ara titulada The Frogs: A New Broadway Musical, al seu Vivian Beaumont Theater de Broadway. El revival, etiquetat com a "adaptat encara més lliurement" per Lane, es va estrenar el 22 de juliol de 2004, amb Lane com a Dionís i Roger Bart com a Xanthias. Chris Kattan l'havia co-protagonitzat en les prèvies, però va ser substituït per Bart una setmana abans de l'obertura del show. John Byner, Daniel Davis, Peter Bartlett, Burke Moses, i Michael Siberry aparèixien en papers secundaris. Les orquestracions van ser de Jonathan Tunick i Paul Gemignani va ser director musical, ambdós col·laboradors de tota la vida amb Sondheim. Susan Stroman va dirigir i coreografiar; els vestuari va ser dissenyat per William Ivey Long.
Es va obrir a una recepció crítica mixta. La majoria es va queixar de que la nova trama de Lane era "fluixa", mentre que altres van assenyalar que la barreja de comèdia amb fronts baixos i ideals alts semblava renunciar, tot i que altres van assenyalar que això era el que havia fet Aristòfanes. La producció es va tancar el 10 d'octubre de 2004, després de 92 representacions. El revival va ser nominat a tres premis Drama League: Producció distingida d'un musical (Lincoln Center Theatre) i Actuació distingida (Nathan Lane i Roger Bart).

### Produccions posteriors
The Frogs va ser produït pels Pegasus Players a Chicago, Illinois, de març a abril de 1988. 1988. The Chicago Tribune va anomenar la producció "una novetat fascinant, i molt més. Està dissenyada i escenificada enginyosament, fortament cantada i interpretada; només té uns quants números musicals en els seus 100 minuts de temps de reproducció, cada cançó és esplèndida". The Pegasus Players també va produir la peça el 2007, a la piscina del Truman College. La primera producció regional de la versió revival es va obrir a Pittsburgh el 20 de febrer de 2007, amb Jordan Grubb com a Xanthias i Dale Spollett com a Dionysos. Es va tancar després d'un compromís limitat el 27 de febrer de 2007.
El musical es va produir el 19 de març de 2017, per a una estada limitada al Jermyn Street Theatre de Londres tocant fins al 8 d'abril de 2017. Va ser dirigit per Grace Wessels i protagonitzat per Michael Matus com Dionysos i George Rae com Xanthias.

## Sinopsi

### Acte I
L'obra s'obre amb dos "actors", interpretats pels mateixos actors que els personatges principals de l'obra, però considerats diferents al llibret, discutint quina obra haurien de representar. Un actor suggereix "la de l'home que mata al seu pare i dorm amb la seva mare", però l'altre actor té un humor massa bo per a la tragèdia i decideixen representar una comèdia. Tanmateix, abans que puguin actuar, han de fer una oració oferint la representació als déus del teatre i instruir el públic sobre com s'ha de comportar. De la mateixa manera que sembla que estan a punt de retardar l'obra real, el Cor entra i exigeix que els actors comencin.
Els actors tornen com Dionís, déu del vi i el drama, i el seu esclau Xanthias. Dionís està desesperat per l'estat del món i ha decidit viatjar a l'Hades per recuperar el gran escriptor George Bernard Shaw, que Dionís creu que parlarà amb la societat i ajudarà als seus problemes. La seva primera parada és a casa del seu germanastre Heracles per obtenir consells sobre com entrar a l'Hades. Hèracles diu que Dionís hauria de posar-se una pell de lleó i fer-se passar per Hèracles, i instrueix el déu de voluntat força feble sobre un comportament heroic adequat. Sembla que la lliçó s'aconsegueix, tot i que aviat Dionís torna al seu antic jo. Hèracles també els adverteix de les granotes, criatures perilloses que viuen al riu Estix i que ho estan terroritzades pel canvi.
A continuació, viatgen a l'Estix, on es troben amb el depressiu barquer, Caront. Caront accepta portar Xanthias i Dionís als inferns i afirma que no hi ha granotes al riu. Viatjant pel riu, Dionís relata la història (mitològicament precisa) de la seva morta dona Ariadna. Quan la va portar a l'Olimp per casar-se amb ella, estava preocupada perquè no es pogués comparar amb els déus olímpics, li va fer una corona d'estrelles per ajudar-la a semblar una deessa. No obstant això, com que només era mortal, va morir poc després i Dionís va llançar la seva corona al cel. Diu que s'alegra que no hi hagi estrelles a l'Infern.
Més tard, la mateixa nit, Dionís es desperta amb un crit de "brek-ek-ek-ek!" Aviat esbrina que han arribat les Granotes; l'arrosseguen fora del vaixell i el tempten a una vida de granota, saltant sense preocupacions ni preocupacions. Tot i que Dionís és breument rescatat per Xanthias, les Granotes tornen mentre Xanthias es distreu i arrosseguen Dionís de nou a l'aigua.

### Acte II
Dionís torna a pujar al vaixell xop i cobert de males herbes, encara tremolant del seu horrible enfrontament amb les granotes. Impassible, Caront els guia fins al moll, on desembarquen Dionís i Xanthias. Es topen amb els adoradors dionisians, però Xanthias recorda a Dionís la seva missió i continuen fins al palau de Plutó.
Èac, guardià de les claus del palau, veu a Dionís amb la seva disfressa d'Hèracles i promet venjança al déu que va matar el gos guardià de tres caps de l'Hades. Mentre Xanthias, a instàncies de Dionís, es posa el vestit d'Hèracles, es troben amb Carisma, la bella donzella de Persèfone. Confonent Xanthias amb Heracles, el convida a un bany sensual amb llet d'hipopòtama. Tantalitzat, Dionís recupera la pell del lleó i es troba amb Virilla, la reina de les amazones, que acusa Dionís (vestit de nou d'Hèracles) de robar la faixa del seu líder Hipòlit.
Enmig de tota la confusió, entra Plutó, envoltat de les flames de l'Hades. Dionís llança la seva disfressa d'Hèracles i Plutó acull el déu amb els braços oberts, desaconsellant-lo de la idea errònia que Hades és un lloc perillós.
Dionís explica a Plutó el seu pla de portar Shaw a la terra, i Plutó revela que tots els dramaturgs morts fan banquets al seu palau en aquell mateix moment. Mentre Plutó i Dionís discuteixen sobre la pèssima situació a la Terra, el Cor Grec ofereix comentaris irònics a l'audiència: tot i que s'està estudiant qüestions greus a l'escenari, no hi ha motiu d'alarma.
Després del banquet, Dionís surt del palau per proclamar l'entrada de George Bernard Shaw i el seu fidel cor de Shavians. Quan William Shakespeare surt del palau, la tensió filosòfica entre els dos titans augmenta ràpidament fins que gairebé arriben a cops. Dionís desactiva la situació declarant un concurs entre els dos dramaturgs. Cadascun abordarà les qüestions importants de la humanitat utilitzant només les paraules dels seus propis escrits.
Els partidaris de Shaw i Shakespeare es reuneixen en un escenari on comença la batalla verbal. Dionís, a la cadira del seu àrbitre, parla dels temes: primer dona, després home, després la força vital. Shaw i Shakespeare són puntuals en les seves respostes, Shaw pronuncia les seves oracions punxegudes i Shakespeare respon amb les seves imatges poètiques.
Dionís es troba en un moment final (i preocupat per si la gent de la terra acceptarà les rigoroses opinions socials de Shaw). Apareix la seva morta dona Ariadna, que consola el seu marit i li aconsella que segueixi el seu cor. Mirant amorosament als ulls de Dionís, Ariadna li assegura que el tema final és "mirar-te a la cara".
El concurs es reprèn i Dionís anuncia el tema final: La mort. Shaw respon amb un emocionant passatge de Saint Joan, i la multitud queda callada. Llavors Shakespeare parla de la mort des del punt de vista d'un home vell. Dionís, volent escoltar més, li demana que parli dels sentiments d'un jove. La resposta de Shakespeare és la cançó "Fear No More" de Cimbelí. La poderosa poesia mou Dionís a declarar guanyador Shakespeare i oferir-li pas al món dels vius. Un Shaw descontent és arrossegat xutant i cridant des de l'escenari mentre Caront, el barquer, anuncia el viatge de tornada. Xanthias, que ha escollit quedar-se a l'Hades amb l'amazona Virilla, s'acomiada del seu mestre, ja que les veus d'Ariadna i el cor acompanyen Dionís a casa. Dionís i Shakespeare tornen al mateix teatre en què es trobaven els actors al principi. Dionís fa una senyal a Shakespeare per parlar i el dramaturg respon demanant que s'escrigui una nova obra per inspirar la humanitat. A mesura que es revela tota la companyia, Dionís avança i es dirigeix al públic. Ens insta a desfer-nos del letargia, a prendre mesures per resoldre els problemes terrenals que afecten els nostres temps. I amb això, la seva missió es completa.

## Números musicals
Producció de Broadway de 2004
| Acte I - "Opening Fanfare" - "Invocation and Instructions to the Audience" – Actor 1, Actor 2, Cor Grec - "I Love to Travel" - Dionysos, Xanthias, Cor Grec - "Dress Big" - Herackles, Dionysos, Xanthias - "I Love to Travel (reprise)" - Dionysos, Xanthias - "All Aboard" - Charon - "Ariadne" - Dionysos - "The Frogs" - Dionysos, Granotes | Acte II - "Hymn to Dionysos" - 3 Gràcies, Dionysians, Dionysos, Xanthias - "Hades" - Pluto i the Hellraisers - "It's Only a Play" - Cor Grec - "Shaw" - Dionysus, Shaw, Shavians - "Fear No More" (Lyrics from Act IV, Scene 2 of Shakespeare's Cymbeline.) - "All Aboard (reprise)" - Charon - "Hymn to Dionysos (reprise)" - Cor Grec - "Final Instructions to the Audience" - Dionysos i Companyia |

## Enregistraments
Hi ha dos enregistraments disponibles de la partitura, ambdós protagonitzats per Nathan Lane. El primer és una actuació d'estudi amb Lane, Brian Stokes Mitchell, i Davis Gaines publicada el 2001 per Nonesuch Records, que també conté un enregistrament complet de les cançons de Evening Primrose de Sondheim. La producció de Broadway del 2004 protagonitzada per Lane i Roger Bart va ser publicada per PS Classics.